# 윌리엄 제임스

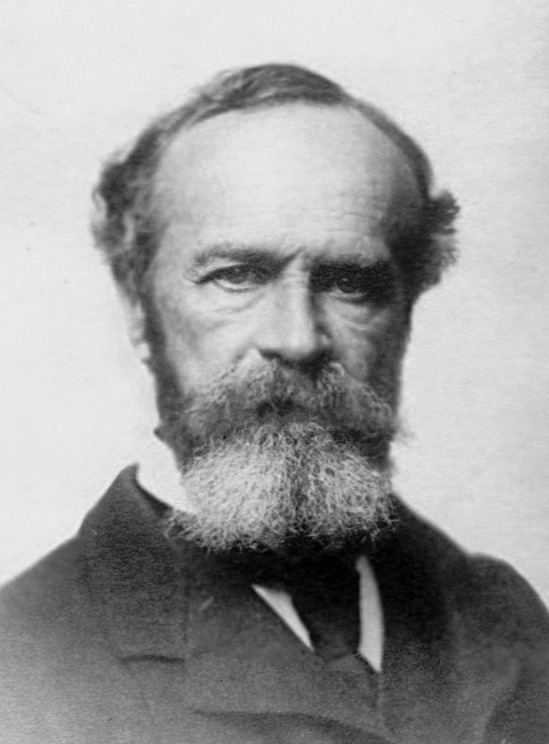
윌리엄 제임스

윌리엄 제임스(William James, 1842년 1월 11일, 뉴욕주 뉴욕 ~ 1910년 8월 26일, 뉴햄프셔주 탬워스)는 미국의 철학자, 심리학자이다. 프래그머티즘 철학의 확립자로 알려졌다. 철학·종교학·심리학 등에 뛰어난 연구를 많이 남겼다. 1855년에서 1860년까지 유럽의 학교에서 교육을 받았는데 영국, 프랑스, 스위스, 독일에서 생활하면서 유럽 문물을 만났다. 1861년에는 하버드 대학교에 입학하였고, 화학을 전공했다. 1864년에 학부 졸업 후 하버드 메디컬 스쿨로 진학했고, 1869년에 의학박사(M.D.) 학위를 얻었다. 1873년에 하버드 메디컬 스쿨의 해부학, 생리학 강사로 일했고, 1875년에는 하버드 대학교의 심리학 교수가 되었다. 제임스는 기능주의 심리학에 큰 업적을 세웠다.
한편 제임스는 하버드 대학교에 심리학연구소를 설립하기도 했다.

## 심리학 이론
윌리엄 제임스는 '심리적 표현을 하기 때문에 심리적 감정을 경험한다'고 하는 덴마크의 랑게(Lange, C.)가 제창한 정서 이론인 제임스-랑게 이론(James-Lange 理論,James-Lange theory)을 주장한 바 있다. 이러한 맥락에서 제임스는 그의 저서 '심리학의 원리'에서 의지와 행동이 성격의 경향을 형성할 수 있으며 그렇게 형성된 성격은 '완전히 만들어진 의지'라는 밀(J.S. Mill)의 말을 인용한 그의 견해를 언급한 바 있다.

## 저서

### 심리학의 원리(1890년)
But actions originally prompted by conscious intelligence may grow so automatic by dint of habit as to be apparently unconsciously performed. Standing, walking, buttoning and unbuttoning, piano-playing, talking, even saying one's prayers, may be done when the mind is absorbed in other things. (The principles of psychology,CHAPTER I. THE SCOPE OF PSYCHOLOGY 1890)
그러나 원래 의식적인 지능에 의해 촉발된 행동은 분명히 비의식적으로 수행된 습관의 힘에 의해 자동적으로 증가할 수 있습니다. 일어서고, 걷고, 단추를 끼우고, 단추를 풀고, 피아노를 치고, 말하기, 심지어 기도하는 것조차 마음이 다른 것들에 흡수될 때 할 수 있습니다.

### 급진적 실험주의에 관하여 (Essays in Radical Empiricism)
1912년에 자서전작가인 랄프 바톤 페리가 윌리엄 제임스의 사후에 편집하여 출판한 것이다.

## 사상
'의지나 행동이 성격과 정서에 결정적인 영향을 끼칠수있다'는 그의 견해 또는 '삶의 결정적인 계기를 통해 삶의 전환점이 되는 심적 변화를 겪는다'는 그의 견해는 그의 저서 '심리학의 원리'에서 뿐만 아니라 '우리 세대의 가장 위대한 발견은 인간이 마음가짐에서 태도를 바꿔 자신의 삶을 바꿀 수 있다는 것이다.'(The greatest discovery of my generation is that a human being can alter his life by altering his attitudes of mind) 라는 그의 언급에서 잘나타나있다.

## 같이 보기
- 빌헬름 분트
- 제임스 카텔
- 월터 캐넌

## 참고
- 제임스 『실용주의』 / 정원규 pdf

1. ↑  (The principles of psychology, Chapter IV-HABIT , P154)No matter how full a reservoir of maxims one may possess, and no matter how good one's sentiments may be, if one have not taken advantage of every concrete opportunity to act, one's character may remain entirely unaffected for the better. With mere good intentions, hell is proverbially paved. And this is an obvious consequence of the principles we have laid down. A 'character,' as J. S. Mill says, 'is a completely fashioned will'; and a will, in the sense in which he means it, is an aggregate of tendencies to act in a firm and prompt and definite way upon all the principal emergencies of life. A tendency to act only becomes effectively ingrained in us in proportion to the uninterrupted frequency with which the actions actually occur, and the brain 'grows' to their use. Every time a resolve or a fine glow of feeling evaporates without bearing practical fruit is worse than a chance lost; it works so as positively to hinder future resolutions and emotions from taking the normal path of discharge.
2. ↑  (위키문헌-심리학의 원리 1부 1918)https://ko.wikisource.org/wiki/%EC%8B%AC%EB%A6%AC%ED%95%99%EC%9D%98_%EC%9B%90%EB%A6%AC
3. ↑  (위키문헌-The principles of psychology 윌리엄 제임스)https://ko.wikisource.org/wiki/%EC%8B%AC%EB%A6%AC%ED%95%99%EC%9D%98_%EC%9B%90%EB%A6%AC
4. ↑  (University of Kentucky-WILLIAM JAMES)https://www.uky.edu/~eushe2/quotations/james.html